# Vacuna nasal

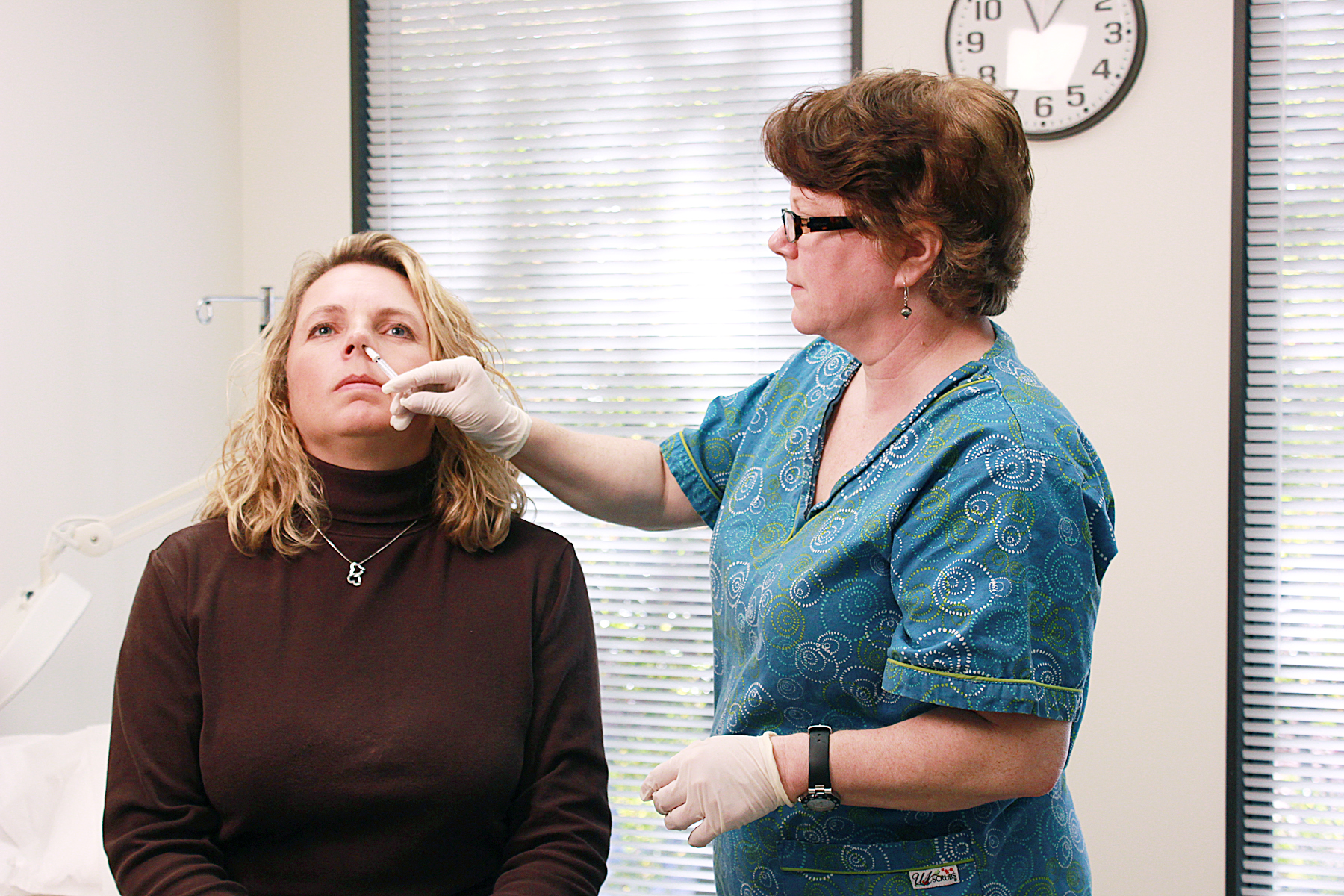
FluMist tetravalente

Una vacuna nasal es una vacuna que se administra a una persona por la nariz y no requiere una aguja. Induce inmunidad a través de la superficie interna de la nariz, una superficie que naturalmente entra en contacto con muchos microbios en el aire.

## Administración
La administración de una vacuna por la nariz es indolora, no invasiva y más fácil de realizar que usar una aguja, que tiene riesgos de lesiones por pinchazos de aguja y problemas relacionados con la eliminación segura.

## Tecnología de vacunas nasales
Se han puesto a disposición algunos dispositivos diferentes para la administración nasal de vacunas.

## Vacuna viva atenuada contra la influenza
La vacuna nasal viva atenuada contra la influenza (LAIV) está disponible bajo la marca FluMist Quadrivalent en los Estados Unidos y la marca Fluenz Tetra en Europa. Además de los antígenos (ingrediente activo), la vacuna nasal contra la gripe contiene gelatina, pequeñas cantidades de aminoácidos y sacarosa, que actúan como estabilizadores.

## Medicina veterinaria
En medicina veterinaria, la vacunación contra Bordetella bronchiseptica, una causa de tos de las perreras, puede administrarse por vía nasal en perros.

## Historia
El emperador Kangxi, en el siglo XVII, afirmó que para proteger a toda su familia y ejército de la viruela los había inoculado a todos, un procedimiento descrito en los manuales de la época como que implicaba la técnica de "soplar material de viruela por la nariz" o insuflarlo. El material utilizado varió desde costras secas molidas hasta líquido extraído de una pústula.

## Investigación
Después de los ataques del 11 de septiembre de 2001 y los posteriores ataques de ántrax, ha habido una búsqueda activa de vacunas que pudieran almacenarse y almacenarse, incluido el desarrollo de una vacuna nasal para el ántrax. 
En un experimento en 2004, se administró una vacuna nasal a cuatro monos verdes africanos en la búsqueda de una vacuna para el SARS-CoV. 
En agosto de 2020, durante la pandemia de COVID-19, estudios en ratones y monos demostraron que la protección contra el nuevo coronavirus podría obtenerse por vía nasal. Otro estudio postuló que si una vacuna COVID-19 pudiera administrarse mediante un aerosol en la nariz, las personas podrían vacunarse por sí mismas.